# Nakomgilisala
Nakomgilisala (Nakumgilisala), jedno od plemena Nawiti Indijanaca, jedne od tri grane pravih Kwakiutla s Cape Scotta na kanadskom otoku Vancouver u Britanskoj Kolumbiji, koje je govorilo jezikom kwakiutl. Nakomgilisale su srodni plemenima Tlatlasikoala i Yutlinuk s kojima dijele isti dijalekt nawiti, nahwiti ili newetee. Negdje 1850.-tih godina Nakomgilisale se miješaju s Tlatlasikoalama i odlaze na Hope Island gdje su se uspjeli očuvati još do 1954. Te godine njih svega 32 pridružilo se plemenu Koskimo na Quatsino Soundu. Danas su kolektivno poznati kao Nahwitti i žive na 6 rezervata, od kojih su dva unutar provincijalnog parka Cape Scott. 

## Vanjske poveznice
- Cape Scott Provincial Park
- Kwakiutl Indian Tribe History